# فتاة الاستعراض (فلم)
فتاة الاستعراض هو فيلم مصري من إنتاج عام 1969، بطولة سعاد حسني وحسن يوسف ومن إخراج محمود ذو الفقار.

## قصة الفيلم
تستأجر فرقة استعراضية مسرحاً لتقدم عليه عدة عروض استعراضية منها عرض تهاجم فيه الفرقة شخص يدعى أحمد علوي (حسن يوسف)، ويقرأ فهمي مدير أعمال أحمد علوي في المجلة عن تلك الفرقة ويخبر أحمد بما قرأ ويذهبان إلى الفرقة ويحضران تدريبات الفرقة. يشاهد فايزة (سعاد حسني) بطلة الفرقة ولكنها لا تعرف أنه هو نفس الشخص الذي تهاجمه في أعمالها فيقوم بدعوتها للعشاء ولكنها ترفض في البداية، يقابل مخرج الفرقة أحمد علوي ولكن لا يعرفه ويسند إليه أحد الأدوار في الاستعراض ويغير اسمه إلى أحمد عشماوي بقصد التمويه. وتفاجأ الفرقة بإنذار من محامي أحمد علوي لدفع إيجار سنة مقدم للمسرح وإلا تعرضوا للطرد ويعرف أحمد أن أرض المسرح من ممتلكاته وأنه لا يعلم بحقيقة الإنذار ويقرر أن يمول الاستعراض ويذهب فهمي ويعرض على المخرج هذا الاقتراح ويصبح شريكًا في الفرقة. ويلجأ أحمد علوي إلى الممثل مدبولي ليدربه على التمثيل الكوميدي، ويرشحه مدبولي للقيام بالبطولة في الفرقة. يضطر المخرج إرضاء شريكه فهمي ممول الفرقة ويوافق على أن يحل أحمد بدلاً من عاطف فتستاء فايزة وتطلب من أحمد التنازل عن دوره في الاستعراض لزميلها عاطف وتعترف له بأنها علاقتها بعاطف لا تتعدى حدود الزمالة، يفرح ويطلب منها الزواج ويتقدم لها على أنه أحمد علوي الحقيقي وتعتقد أنه تقمص شخصية أحمد علوي من كثرة تمثيله للدور، يقترح فهمي أن تذهب فايزة لمقابلة أحمد علوي ليقبل أن يتنازل عن شرط السنة ويذهب معها أحمد وهناك تفاجأ بالحقيقة وتعرف أن الذي يحبها هو أحمد علوي فعلاً ويلتقيا في قبلة الزواج.

## طاقم التمثيل
- سعاد حسني
- حسن يوسف
- عادل إمام
- عبد المنعم مدبولي
- السيد راضي
- حسن عفيفي
- فيفي يوسف
- حسين إسماعيل
- علية عبد المنعم
- ميمي جمال
- كامل أنور
- زكريا موافي
- حامد مرسي
- فاروق فلوكس
- رجاء سراج
- عاطف مكرم

## فريق العمل
- إخراج: محمود ذو الفقار
- تأليف: محمد أبو يوسف
- إنتاج: أفلام الاتحاد
- توزيع: أفلام السلام
- مونتاج: حسين أحمد
- موسيقى تصويرية: منير مراد
- مدير التصوير: وديد سري

## الأغاني
- تأليف: حسين السيد
- ألحان: منير مراد

## وصلات خارجية
- فتاة الاستعراض على موقع الدهليز
- فتاة الاستعراض على موقع قاعدة بيانات الأفلام العربية
- صفحة الفيلم على موقع السينما